# WS-BaseFault
Egy web szolgáltatás fejlesztő gyakran olyan interfészeket használ, melyeket mások definiáltak. Ilyen esetekben nehézkes a felmerülő hibák kezelése. A WS-BaseFault egy olyan XML séma, ami hiba megkeresését és kezelését támogatja egy konzisztens rendszer kidolgozásával, ahol információk állnak rendelkezésre a különböző interfészek hibáival kapcsolatban.

## Szintaxis hiba definiálására
```
<BaseFault>

  
<Timestamp>
xsd:dateTime
</Timestamp>

  
<OriginatorReference>

    
wsa:EndpointReferenceType

  
</OriginatorReference>
 
?

  
<ErrorCode
 
dialect=
"anyURI"
>
xsd:string
</ErrorCode>
 
?

  
<Description>
xsd:string
</Description>
 
*

  
<FaultCause>
wsbf:BaseFault
</FaultCause>
 
*

</BaseFault>

```

Kötelező megadni egy időbélyeget, ami azt adja meg, hogy mikor keletkezett a hiba. 
Opcionálisan megadható egy WS-Adressing EndpointReferenc, amiből tudhatjuk, hogy hol történt a hiba. Megadható továbbá egy hibakód, egy leírás, illetve leírható, hogy mi okozhatta a hibát.